# 리처드 도노번
리처드 도노번(영어: Richard Donovan, 1990년 4월 29일 ~ )은 아메리칸사모아의 축구 선수로 포지션은 골키퍼이다. 현재는 FC SKBC 소속으로 뛰고 있다.